# Фабиан Риос
Фабиан Риос (на испански: Fabian Rios) e колумбийски актьор и модел

## Биография
Фабиан Риос е роден на 5 юли, 1980 г. в Курити, Сантандер, Колумбия. След завършването си той заминава за Букараманга, където работи като модел. Посещава курсове по актьорско майсторство и започва работа в телевизията. Женен е за актрисата Юли Ферейра от 2006 г. и има дъщеря на име Лусия. В България е по-известен с ролята на Монтекристо Паласио в теленовелата „Призракът на Елена“.

## Филмография
- Без силикон има Рай (Sin senos si hay Paraiso) (2016) – Албейро Манрике
- Земя на честта (Tierra de Reyes) (2014) – Леонардо Монталво
- Дамата и работника (Dama y obrero) (2013) – Томас Виямайор
- Смело сърце (Corazon valiente) (2012) – Гилермо дел Кастийо, Уили
- Сърцето ми настоява (Mi corazon insiste...en Lola Volcan) (2011) – Анхел Мелендес
- Наследниците дел Монте (Los heredos del Monte) (2011) – Гаспар дел Монте
- Призракът на Елена (El fantasma de Elena) (2010) – Монтекристо Паласио
- Доня Бея (Donna Bella) (2010) – Антонио Сеговия
- Силикон за Рая (Sin senos no hay Paraiso) (2008/09) – Албейро Манрике
- Розова зона (Zona Rosa) (2008) – Фернандо Ороско
- Флорисиента (Floricienta) (2006/07) – Педро
- Padres e hijos (2005) – Антонио Вакеро
- Истинския Родриго (El autentico Rodrigo Leal) (2003) – Джаксон
- Седем пъти обичана (Siete veces amada) (2002) – Ромео